# أورام الجهاز العصبي المركزي
أورام الجهاز العصبي المركزي هو نموٌ شاذ للخلايا في نسيج الدماغ والحبل الشوكي، وهو مصطلح عام يشمل أكثر من 120 نمطًا ورميًا مستقلًا. تشمل الأعراض الشائعة لأورام الجهاز العصبي المركزي الإقياء والصداع وتبدلات الرؤية والغثيان والنوب، ويمكن كشفها وتصنيفها استنادًا إلى الفحص العصبي والتصوير الطبي باستخدام الأشعة السينية أو الرنين المغناطيسي أو التصوير المقطعي المحوسب أو بعد تحليل العينات النسيجية المأخوذة بالخزعة.

## الأنماط
في ما يلي أشيع أنماط أورام الجهاز العصبي المركزي التي تصيب الأطفال (أورام الدماغ عند الأطفال). تعتمد القائمة على تصنيف منظمة الصحة العالمية لأورام الجهاز العصبي المركزي وسجل أورام الأطفال. تقدر جمعية السرطان الأمريكية أن عدد الحالات الجديدة عند الأطفال بلغ 23,820 ورمًا في الولايات المتحدة في عام 2019، ووصل عدد الوفيات الناجمة عنها إلى 17,760.
يتنوع معدل وقوع الأورام الدماغية الشائعة عند البالغين، ويمثل الورم السحائي أكثرها حدوثًا بنسبة 38% من جميع الحالات المشخصة مع معدل وفيات سنوي مرتفع إلى درجة كبيرة.
| تصنيف الورم                        | معدل الوقوع المئوي من أورام الجهاز العصبي المركزي |
| الورم النجمي شعري الخلايا          | ~30%                                              |
| الورم النجمي المنتشر               | ~12%                                              |
| الورم النجمي الكشمي                | ~2%                                               |
| الورم الأرومي الدبقي متعدد الأشكال | ~3%                                               |
| ورم الدبقيات قليلة التغصن          | ~1.5%                                             |
| الورم البطاني العصبي               | ~9%                                               |
| الورم الأرومي النخاعي              | ~20%                                              |
| ورم الغدة الصنوبرية                | ~1.5%                                             |
| الورم السحائي                      | ~1.2%                                             |
| ورم الخلية الجنسية                 | ~3%                                               |

## الأعراض
تشمل أشيع الأعراض المرافقة لأورام الجهاز العصبي المركزي الصداع والإقياء والغثيان، وتتنوع اعتمادًا على نوع الورم، وقد تتضمن المشية المتقلقلة وبطء الكلام وفقدان الذاكرة وتساقط الشعر وفقدان الرؤية واضطرابات الذاكرة وتضيق الساحة البصرية وألم الظهر. قد تتنوع الأعراض بشدة بين الأفراد المصابين بذات النوع من الورم.
تشمل الأعراض عند الأطفال:
- الصداع.
- تبدلات الرؤية.
- الغثيان والإقياء.
- اضطرابات التوازن.
- النوب.
- تبدلات السلوك.
- وضعية الرأس الشاذة.
- تأخر البلوغ.
- شذوذ النمو.
- العطش المفرط.
- تدني مستوى الوعي.

تشير بعض الأعراض عند البالغين إلى موقع الورم:
- قد تسبب أورام المخ الذي يضبط الحركات ضعفًا أو خدرًا يقتصر على جانب واحد من الجسد.
- قد تسبب أورام منطقة بروكا المخية صعوبات في الكلام، وفي الحالات الشديدة يعاني المريض من اضطرابات في فهم الكلام.
- تسبب أورام القشرة المخية أمام الحركية والقشرة الحركية الأولية التي تقع في الناحية الأمامية العلوية من المخ حركات غير ملائمة واضطرابًا في المشي وصعوبات في تحريك الذراعين واليدين والأصابع والقدمين. قد تسبب هذه الأورام تقلبًا وشذوذًا في حركات العينين في الحالات الشديدة.
- تسبب الأورام المتوضعة في الجزء السفلي من المخ قرب القشرة البصرية الأولية تشوش الرؤية وازدواجها أو خسارة البصر.
- تسبب أورام الحبل الشوكي عادةً أعراضًا تبدأ بألم في الظهر وتمتد نحو الذراعين أو الساقين، وقد تسبب اضطرابًا في التبول أو المشي.

## الأسباب
ما تزال الأسباب الكامنة وراء هذه الأورام تتسم بالغموض، ولا يُعرف سوى القليل من عوامل الخطر التي تشمل التعرض للأشعة والاضطرابات الجينية والقصة العائلية للإصابة بأورام الجهاز العصبي المركزي وعوز المناعة والتوتر ووجود إصابة سابقة بالسرطانات. يزداد خطر الإصابة مع تقدم السن مثل جميع أنواع السرطانات الأخرى.

### الوراثة
تزيد مجموعة من الاضطرابات الجينية خطر الإصابة بأنواع محددة من أورام الجهاز العصبي المركزي، وهذا يشمل التصلب الحدبي وداء فون هيبل - لينداو ومتلازمة لي - فراوميني ومتلازمة سرطانة الخلية القاعدية الوحمانية ومتلازمة داء السلائل والورم الدبقي ومتلازمة كاودن والورم العصبي الليفي من النمطين الأول والثاني.
يرتفع خطر الإصابة بورم شوان والورم السحائي وبعض أنواع الأورام الدبقية لدى المصابين بالنمط الأول من الورم العصبي الليفي، بينما يرتبط النمط الثاني بورم شوان الدهليزي.